# Dicymbium salaputium
Dicymbium salaputium är en spindelart som beskrevs av Saito 1986. Dicymbium salaputium ingår i släktet Dicymbium och familjen täckvävarspindlar. Inga underarter finns listade i Catalogue of Life.